# باغ مظفر
باغ مظفر نام یک مجموعه تلویزیونی کمدی به کارگردانی مهران مدیری است که در اواخر پاییز و اوایل زمستان ۱۳۸۵ در قالب ۴۰ قسمت ۳۰ الی ۶۰ دقیقه‌ای از شبکه سه پخش شد. پخش این مجموعه تلویزیونی از ۱۳ آذرماه سال ۱۳۸۵ از شبکهٔ سه سیما آغاز شد و اواخر دی ماه همان سال (قبل از آغاز ماه محرم) به پایان رسید.

## خلاصه داستان
این سریال روایتگر داستان مردی به نام مظفر خان زرگنده است که خان یک محله به نام قلهک تهران است و به همراه دو فرزندش و به همراه پسرعمویش منصور خان زندگی می‌کند.

## بازیگران و شخصیت‌ها
| نام بازیگر       | نقش                      | توضیحات نقش‌ها                                         | توضیح                                                      |
| ---------------- | ------------------------ | ----------------------------------------------------- | ---------------------------------------------------------- |
| مهران مدیری      | راوی، مظفر خان زرگنده    | خان قدیم قلهک، پسر عمو منصور خان                      |                                                            |
| سیامک انصاری     | کامران                   | پسر بزرگ مظفر خان، برادر فروغ بانو                    | در قسمتی نقش خان قلی خان داشته است.                        |
| محمدرضا هدایتی   | منصور خان زرگنده         | پسر عمو مظفر خان                                      |                                                            |
| نصرالله رادش     | حیف نان                  | نوکر مظفر خان، همسر پسته خانم                         |                                                            |
| رضا شفیعی‌جم      | قل مراد مظفر زرگنده      | پسر عموی مظفر خان و منصور خان                         |                                                            |
| شقایق دهقان      | نازی                     | همسر کامران، دختر مهرداد و مهرناز و خواهر نیما        |                                                            |
| سحر جعفری جوزانی | فروغ بانو                | دختر مظفر خان و برادر کامران                          |                                                            |
| بهنوش بختیاری    | شیدا شیان، اشرف پورلک    | همسر منصور خان، خواهر جمشید پورلک                     | برای جلب توجه خاندان مظفر خان نقش شیدا شیان را بازی می‌کند. |
| نادر سلیمانی     | مهرداد بردبار            | همسر مهرناز بردبار، صاحب شرکت بردبار، پدر نازی و نیما |                                                            |
| الیکا عبدالرزاقی | مهرناز بردبار            | همسر مهرداد بردبار، مادر نیما و نازی                  |                                                            |
| هادی کاظمی       | نیما                     | پسر بردبار و مهرناز و برادر نازی، کارمند شرکت بردبار  | در قسمتی نقش پدر خان قلی خان داشته است.                    |
| جواد عزتی        | هومن، دکتر برزو          | کارمند شرکت بردبار، دکتر خانوادگی برزو خان            | در قسمتی نقش دکتر خانوادگی مظفر خان را داشته است.          |
| مه‌لقا باقری      | خانم عنصری               | منشی شرکت بردبار                                      |                                                            |
| علی لک‌پوریان     | جمشید پورلک              | برادر اشرف، وکیل خانوادگی مظفر خان                    |                                                            |
| سعید پیردوست     | کامبیز خان، سعید پیردوست | مدیر رستوران سنتی مظفر خان، کارگاه                    |                                                            |
| ساعد هدایتی      | پرویز خان مساوی          | رئیس جمشید                                            |                                                            |
| شهین تسلیمی      | خواهر مهرناز             | خاله نازی و نیما                                      |                                                            |
| محمد شیری        | شهرام مظفر زرگنده        | پسر عموی قلابی مظفر خان و منصور خان                   | بازیگر مهمان                                               |
| شایان احدی‌فر     | شایان                    | فرزند اشرف و خواهر زاده جمشید                         |                                                            |
| نگار پیل‌آرام     | پسته خانم                | همسر حیف نان، ندیمه منصور خان                         |                                                            |
| حمید کاشانی      | امیر سام                 | نامزد سابق نازی                                       | بازیگر مهمان                                               |
| شادی احدی فر     | فریناز بانو              | همسر خان قلی خان، مادر بزرگ مظفر و منصور              | بازیگر مهمان                                               |

## جوایز و نامزدها

### دهمین دوره جشن حافظ
| قسمت                              | نامزد          | نتیجه    |
| --------------------------------- | -------------- | -------- |
| بهترین بازیگر مرد کمدی تلویزیونی  | نادر سلیمانی   | نامزدشده |
| بهترین بازیگر مرد کمدی تلویزیونی  | رضا شفیعی‌جم    | برنده    |
| بهترین بازیگر مرد کمدی تلویزیونی  | محمدرضا هدایتی | نامزدشده |
| بهترین ترانه تیتراژ فیلم یا سریال | مهران مدیری    | برنده    |